# Hronský Beňadik
Hronský Beňadik (bis 1948 slowakisch „Svätý Benedik“ – bis 1960 „Svätý Beňadik“; deutsch Sankt Benedikt, ungarisch Garamszentbenedek – bis 1888 Szentbenedek, lateinisch Sanctus Benedictus) ist eine Gemeinde in der Westlichen Mittelslowakei mit 1071 Einwohnern (Stand 31. Dezember 2024).

## Geographie

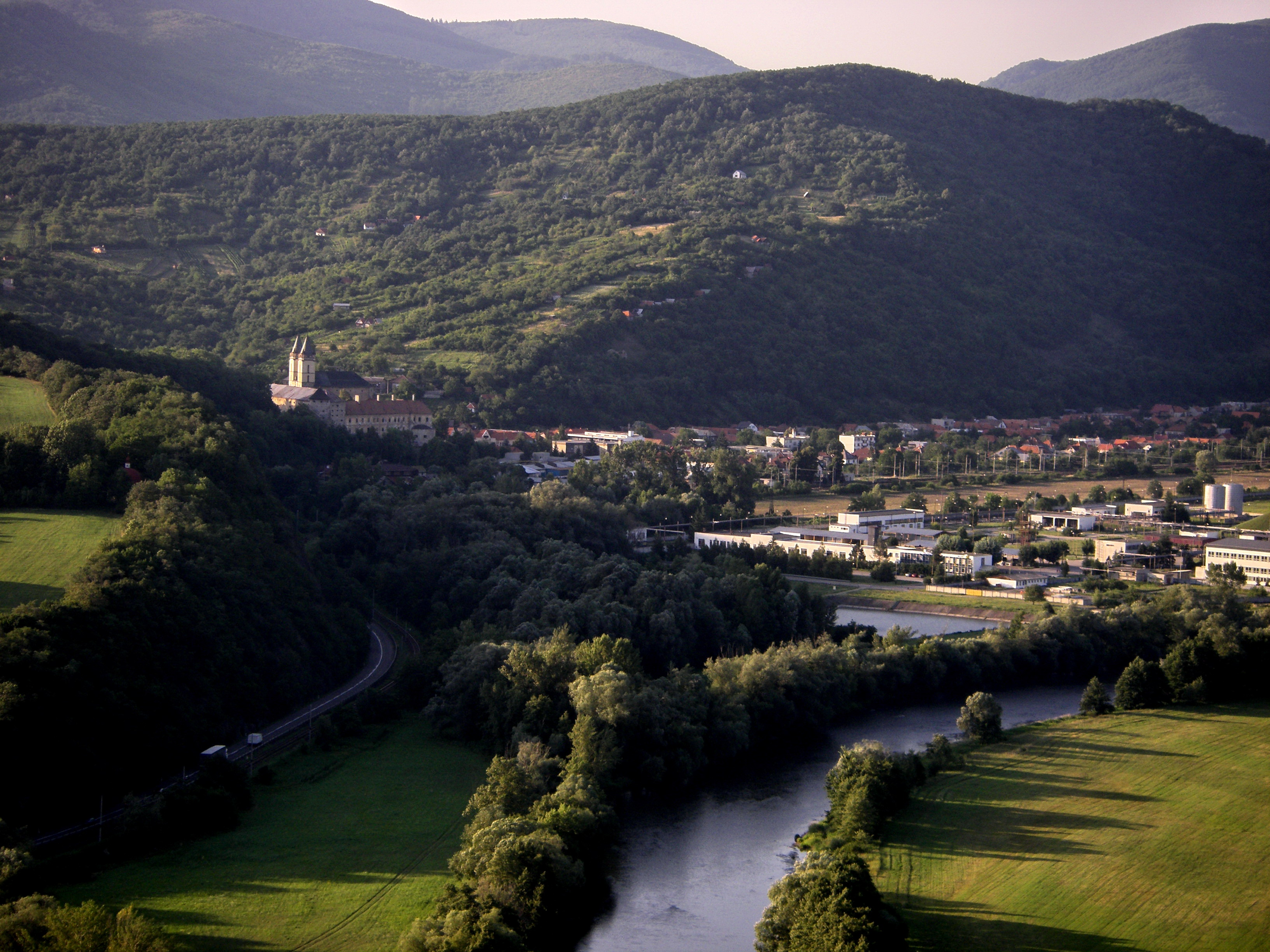
Blick auf Hronský Beňadik

Die Gemeinde befindet sich am Übergang vom mittleren in das untere Tal des Hron (deutsch Gran) zwischen dem nordwestlich gelegenen Gebirge Pohronský Inovec und den jenseits des Hron liegenden Schemnitzer Bergen, im Durchbruchstal Slovenská brána (wörtlich Slowakische Pforte). Das Ortszentrum liegt auf einer Höhe von 192 m n.m. und ist 17 Kilometer von Levice, 22 Kilometer von Žarnovica sowie 45 Kilometer von Nitra entfernt.
Zur Gemeinde gehört neben dem Hauptort noch das 1971 eingemeindete Dorf Psiare.
Nachbargemeinden sind Tekovské Nemce im Westen, Nordwesten und Norden, Orovnica im Norden, Tekovská Breznica im Nordosten, Rybník im Osten, Südosten und Süden und Kozárovce im Süden und Südwesten.

## Geschichte

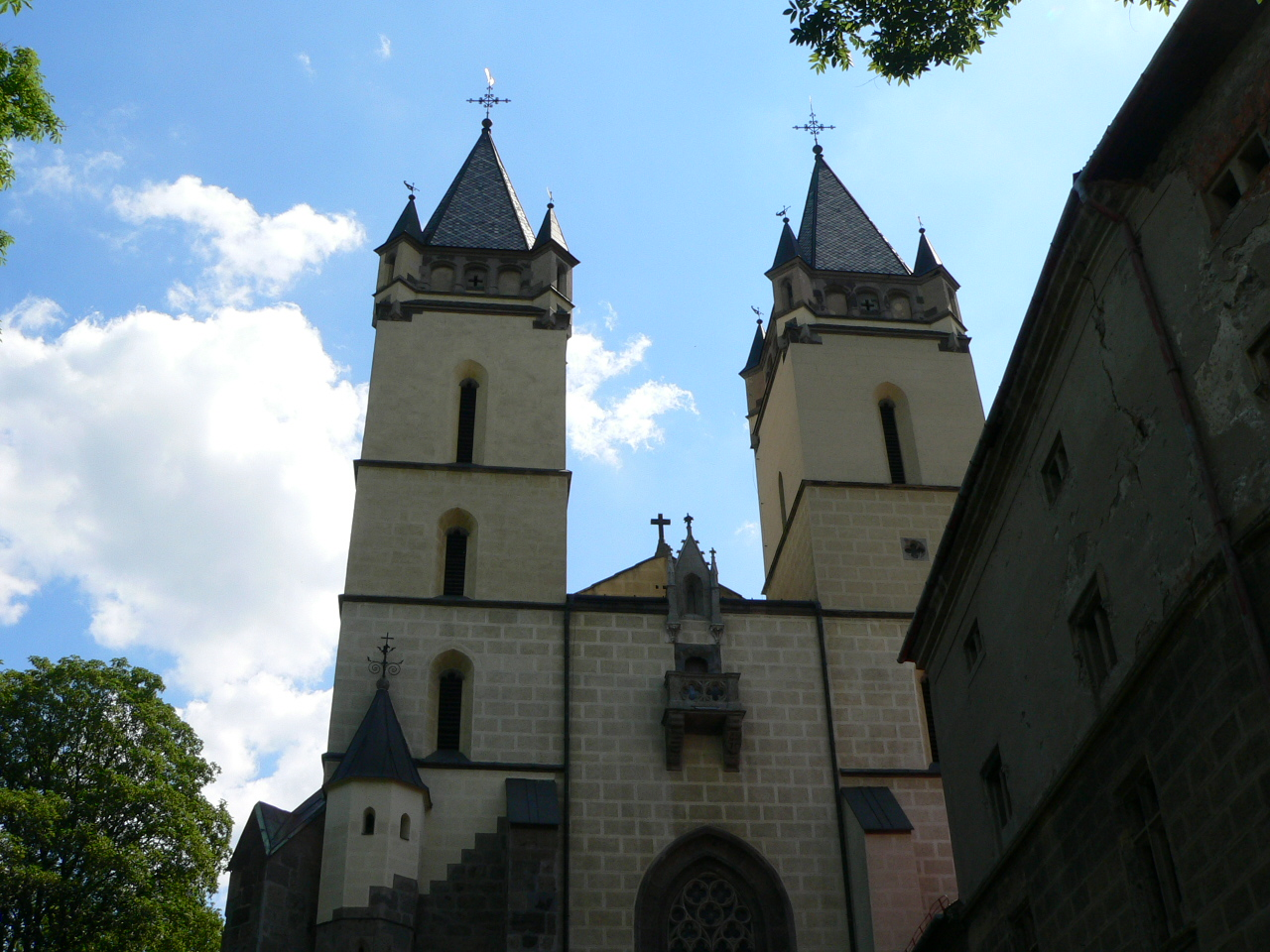
Die Benediktinerabtei

Die erste bekannte Besiedlung stammt aus der Jungsteinzeit, weiter gab es auf dem Gemeindegebiet Siedlungen in der Hallstattzeit und im Zeit des Mährerreichs sowie eine slawische Grabstätte im 11. und 12. Jahrhundert.
Die Geschichte der Gemeinde ist vor allem mit dem Benediktinerkloster verbunden. Der ungarische König Géza I. hat das Kloster im Jahre 1075 unter dem Namen Monasterium Ecclesia Sancti Benedicti gegründet und erstattete es mit großen Ländereien im Komitat Barsch, aber auch in anderen Komitaten. Das Dorf unterhalb des Klosters entstand wahrscheinlich kurz danach, wurde aber zum ersten Mal 1209 als Peten schriftlich erwähnt. Im gleichen Jahr taucht der damals villa Pistacorum genannte Ort Rybáre, der im 15. Jahrhundert mit dem Hauptort fusionierte. 1347 erhielt Hronský Beňadik das Marktrecht und war Sitz der Klosterherrschaft. 
Das 16. Jahrhundert war durch wiederhole Raubzüge der Türken gekennzeichnet, wie in den Jahren 1530, 1586 und 1599. Das durch Türkenkriege, Streiten und Reformation geschwächte Kloster wurde zum Besitz des Erzbistums Gran und endete 1565 faktisch seine Existenz. 1601 gab es 98 Häuser, eine Gaststätte, einen Meierhof, eine Mühle, eine Schule, ein Schloss sowie Landsitz der Familie Zudar. Das Städtchen war zwar niemals gegenüber dem Osmanischen Reich tributpflichtig, musste aber häufig Truppen einquartieren und lag in der Zeit der Türkenkriege sowie Standesaufstände auf der Front.
1715 gab es Weingärten, 15 Handwerker und 93 Steuerzahler, 1828 zählte man 119 Häuser und 1115 Einwohner, die als Landwirte, Obstbauern und Winzer tätig waren. Die Handwerker waren vor allem Leineweber, Schuster, Schneider und Maurer. 
Bis 1918 gehörte der im Komitat Barsch liegende Ort zum Königreich Ungarn und kam danach zur Tschechoslowakei beziehungsweise heute Slowakei.

## Bevölkerung
| Jahr                | 1994 | 2004    | 2014    | 2024    |
| ------------------- | ---- | ------- | ------- | ------- |
| Anzahl der Personen | 1197 | 1228    | 1176    | 1071    |
| Unterschied         |      | +2,58 % | −4,23 % | −8,92 % |

| Jahr                | 2023 | 2024    |
| ------------------- | ---- | ------- |
| Anzahl der Personen | 1086 | 1071    |
| Unterschied         |      | −1,38 % |

Nach der Volkszählung 2011 wohnten in Hronský Beňadik 1230 Einwohner, davon 1100 Slowaken, sieben Roma, jeweils vier Magyaren und Tschechen, drei Polen und ein Ukrainer. 111 Einwohner machten keine Angabe zur Ethnie.
973 Einwohner bekannten sich zur römisch-katholischen Kirche,  jeweils fünf Einwohner zu den Zeugen Jehovas und zur Evangelischen Kirche A. B., vier griechisch-katholischen Kirche und ein Einwohner zur orthodoxen Kirche. Ein Einwohner bekannte sich zu einer anderen Konfession, 69 Einwohner waren konfessionslos und bei 172 Einwohnern wurde die Konfession nicht ermittelt.

## Bauwerke und Denkmäler

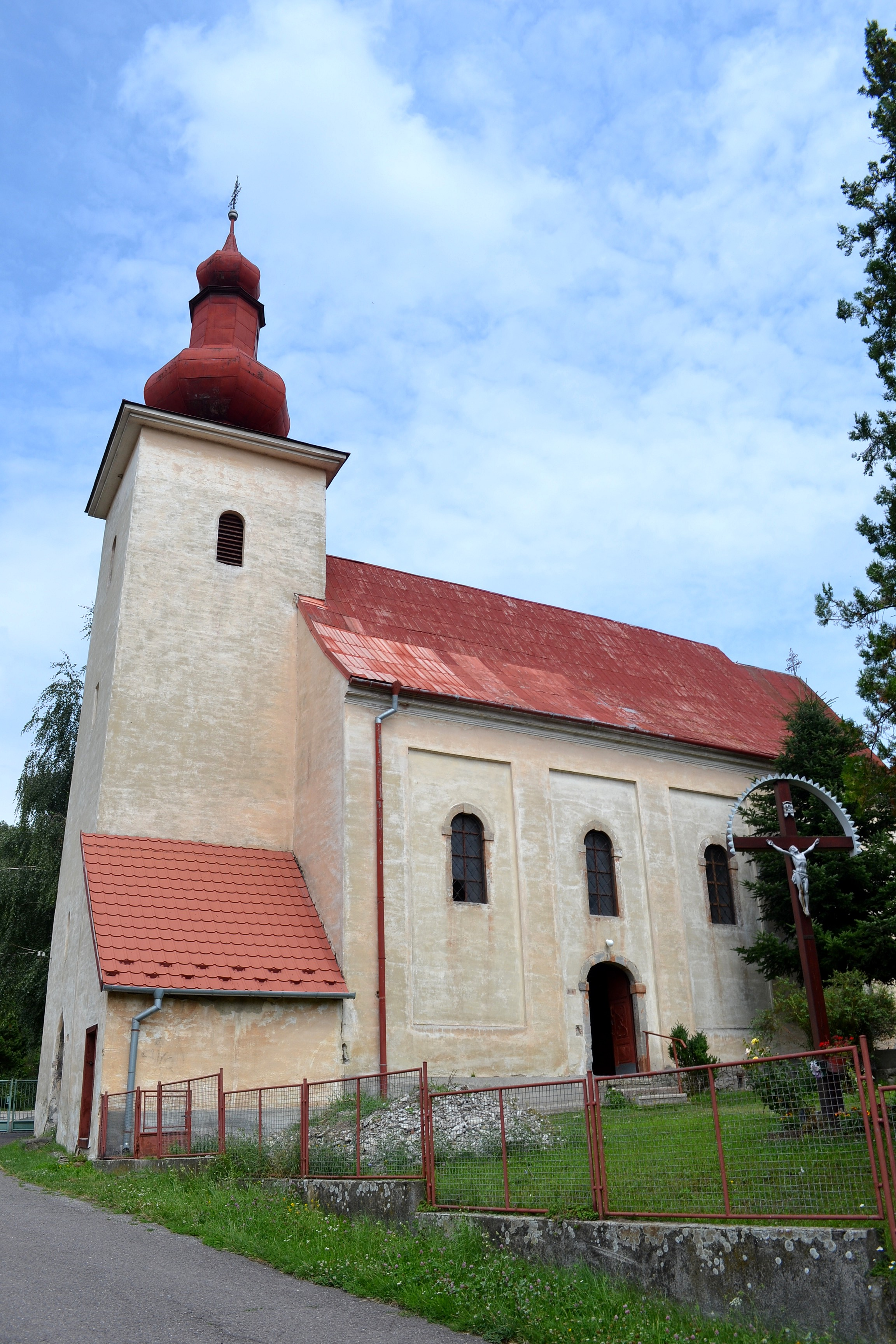
Ägidiuskirche

- Gebäudekomplex des Benediktinerklosters mit der gotischen Basilika St. Benedikt, seit 1970 ein Nationaldenkmal
- römisch-katholische Ägidiuskirche aus dem Jahr 1674
- Pestkapelle Heilig Blut aus dem Jahr 1713
- Kalvarienberg
- spätbarocke Nepomuk-Statuengruppe

## Verkehr
Durch Hronský Beňadik (inkl. des Ortsteils Psiare) führt die Cesta I. triedy 76 („Straße 1. Ordnung“) von Štúrovo bis zur Anschlussstelle Hronský Beňadik mit der Schnellstraße R1 nördlich des Ortes. Es gibt einen Bahnhof (Hronský Beňadik) und eine Haltestelle (Psiare) an der Bahnstrecke Levice–Hronská Dúbrava mit regelmäßigen Nahverkehrszugpaaren.